# Décembre 1807
Cette page présente les faits marquants du mois de décembre 1807.

## Événements

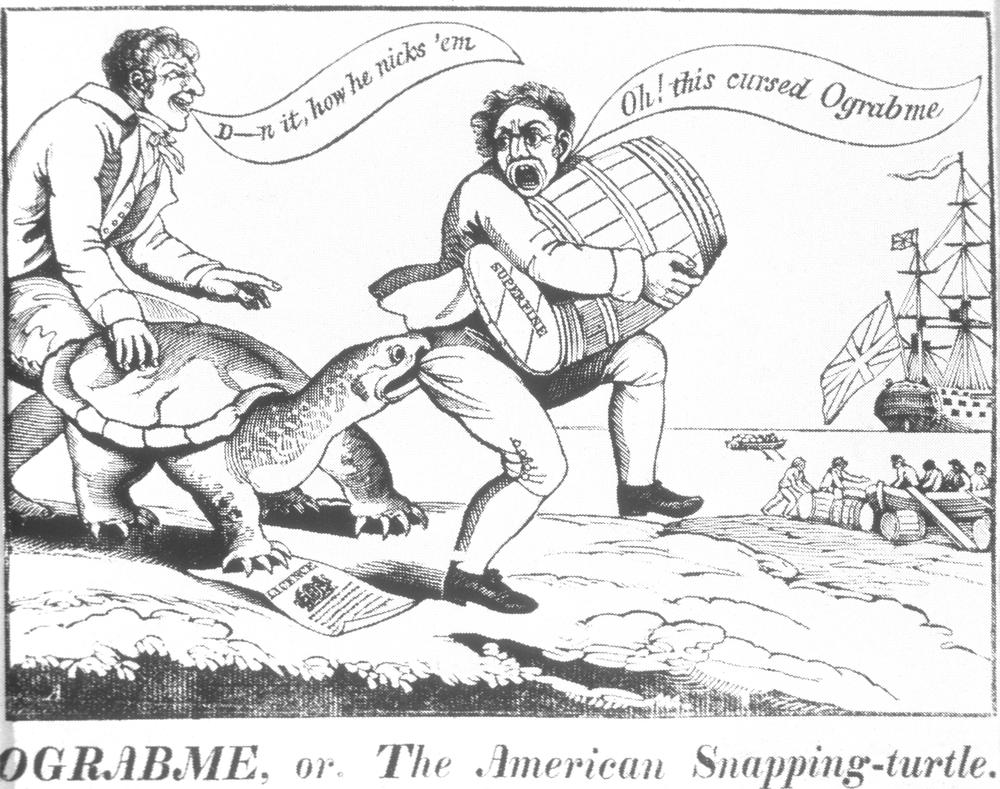
Caricature de 1807 contre lEmbargo Act

- 17 décembre : décret de Milan ; saisie de tout navire ayant touché au Royaume-Uni et payé la taxe de 25 % exigée par les Britanniques pour autoriser les neutres à entrer dans les ports européens[1].

- 22 décembre, États-Unis : l’Embargo Act interdit tout commerce international à partir ou vers des ports américains[2].

- 25 décembre : abolition du servage dans le duché de Varsovie par un décret royal, en application du statut constitutionnel du 22 juillet[3]. Les paysans obtiennent le droit de quitter leurs terres, mais le seigneur en garde la propriété. Peu d’entre eux partent, sauf ceux qui s’engagent dans l’armée.

## Naissances
- 15 décembre : Giuseppe Pecci, cardinal et jésuite italien († 8 février 1890).

## Décès
- 19 décembre : Melchior Grimm diplomate et homme de lettres (° 26 décembre 1723).